# Nacerdinae
Sous-famille
Les Nacerdinae sont une sous-famille d'insectes de l'ordre des coléoptères et de la famille des Oedemeridae.

## Taxonomie

### Liste des tribus et genres
Selon BioLib (20 janvier 2019) :
- tribu des Ditylini Mulsant, 1858
  - genre Agasma Newman, 1850
  - genre Chrysanthia Schmidt, 1844
  - genre Dityloidea Fairmaire & Germain, 1863
  - genre Ditylonia Seidlitz, 1899
  - genre Ditylus Fischer von Waldheim, 1817
  - genre Falsonerdanus Arnett, 1950
  - genre Nerdanus Fairmaire, 1897
  - genre Pseudonerdanus Pic, 1923
- tribu des Nacerdini Mulsant, 1858
  - genre Anogcodes Dejean, 1834
  - genre Micronacerdes Pic, 1923
  - genre Nacerdes Dejean, 1834
  - genre Opsimea Miller in Reitter, 1880
  - genre Sisenopiras Pic, 1923
  - genre Xanthochroa Schmidt, 1846
- Saperda absyrti Heer, 1847 †

### Liste des genres
Selon BioLib (20 janvier 2019) :
- genre Agasma Newman, 1850
- genre Anogcodes Dejean, 1834
- genre Chrysanthia Schmidt, 1844

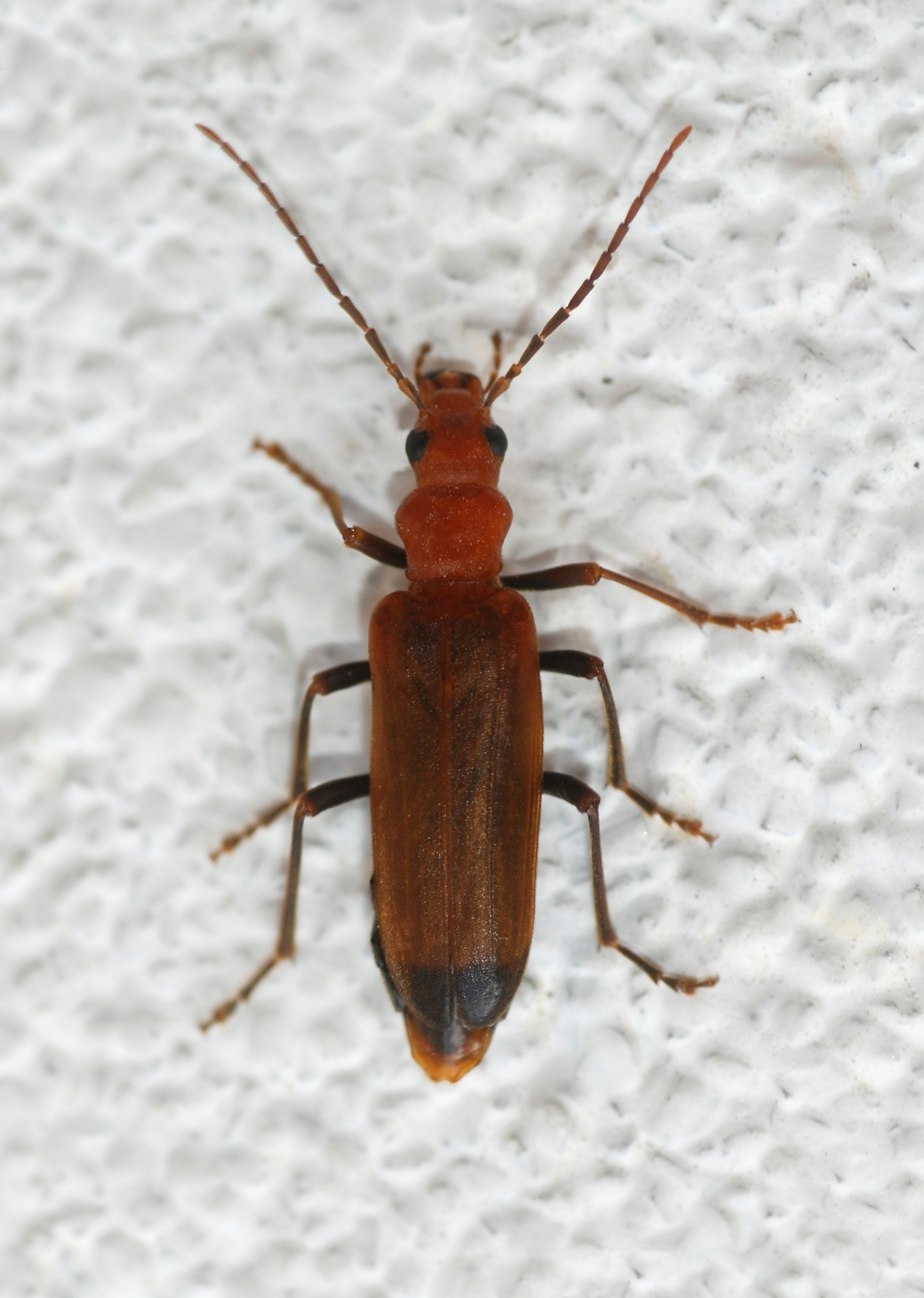
Nacerdes melanura.

- genre Dityloidea Fairmaire & Germain, 1863
- genre Ditylonia Seidlitz, 1899
- genre Ditylus Fischer von Waldheim, 1817
- genre Falsonerdanus Arnett, 1950
- genre Micronacerdes Pic, 1923
- genre Nacerdes Dejean, 1834
- genre Nerdanus Fairmaire, 1897
- genre Opsimea Miller in Reitter, 1880
- genre Pseudonerdanus Pic, 1923
- genre Sisenopiras Pic, 1923
- genre Xanthochroa Schmidt, 1846
- Saperda absyrti Heer, 1847 †

Selon ITIS (20 janvier 2019) :
- genre Nacerdes Dejean, 1834
- genre Xanthochroa Schmidt, 1846